# Khān Verdī
Khān Verdī (persiska: خان وردی) är en ort i Iran.   Den ligger i provinsen Lorestan, i den centrala delen av landet, 300 km sydväst om huvudstaden Teheran. Khān Verdī ligger 1 695 meter över havet och antalet invånare är 127.
Terrängen runt Khān Verdī är varierad. Runt Khān Verdī är det ganska tätbefolkat, med 134 invånare per kvadratkilometer. Närmaste större samhälle är Dorūd, 13,2 km sydväst om Khān Verdī. Trakten runt Khān Verdī består i huvudsak av gräsmarker.